# Butturacci
 (mai 2014).
Le Butturacci est un fleuve côtier français du département Corse-du-Sud de la région Corse et a son embouchure en mer Méditerranée dans le golfe de Valinco.

## Géographie
D'une longueur de 11,9 kilomètres, le Butturacci prend sa source sur la commune de Cognocoli-Monticchi à l'altitude 575 mètres, à 200 mètres au sud-est de la Bocca d'Arghellaju (615 m).
Il coule globalement du nord-est vers le sud-ouest.
Il a son embouchure dans la baie de Cupabia, dans le golfe de Valinco, au sud du golfe d'Ajaccio, en mer Méditerranée, entre le Capu di Muru, la Cala d'Orzu et le Capu Neru à l'ouest et la Punta di Porto Pollo à l'est, entre les deux communes de Serra-di-Ferro et Coti-Chiavari, à l'altitude 0 mètre.
Les cours d'eau voisins sont le Taravo au sud et au nord le Prunelli et la Gravona.

### Communes et cantons traversés
Dans le seul département de la Corse-du-Sud, le Butturacci traverse les trois communes suivantes, dans un seul canton, dans le sens amont vers aval, de Cognocoli-Monticchi (source), Coti-Chiavari, Serra-di-Ferro, (embouchure).
Soit en termes de cantons, le Butturacci prend source et a son embouchure dans le même ancien canton de Santa-Maria-Siché, désormais dans le canton de Taravo-Ornano, dans l'arrondissement d'Ajaccio.

### Bassin versant
La superficie du bassin versant « Côtiers du Taravo au ruisseau de Ruppione » est de 93 km2.

### Organisme gestionnaire
L'organisme gestionnaire est le Comité de bassin de Corse, depuis la loi corse du 22 janvier 2002.

## Affluents
Le Butturacci a deux affluents référencés :
- le ruisseau Tenera (rd[note 1]), 2 km, sur les deux communes de Coti-Chiavari et Serra-di-Ferro.
- le ruisseau Vesco Vecchio (rg), 6,4 km, sur les deux communes de Coti-Chiavari et Serra-di-Ferro.

### Rang de Strahler
Donc son rang de Strahler est de deux.